# 定城街道
定城街道，是中华人民共和国河南省信阳市潢川县下辖的一个乡镇级行政单位。

## 行政区划
定城街道下辖以下地区：
中山街社区、小东关街社区、新园社区、桃园村、先锋村、方店村和九里村。